# Adriano Panatta
Adriano Panatta (sinh ngày 9 tháng 7 năm 1950) là cựu vận động viên quần vợt chuyên nghiệp người Ý. Ông giành danh hiệu Grand Slam đơn duy nhất tại giải Pháp mở rộng vào năm 1976 và là tay vợt duy nhất đánh bại Björn Borg tại Roland Garros, làm được điều đó 2 lần.
Ông là khách mời thường xuyên của chương trình hãng phát thanh truyền hình RAI có tên là Quelli che... il Calcio từ năm 2018 đến năm 2021.

## Sự nghiệp
Panatta sinh ra ở Rome. Cha của ông là người quản lý Câu lạc bộ Quần vợt Parioli và khi còn nhỏ ông đã chơi môn thể thao này trên sân đất nện của câu lạc bộ. Ông trở thành tay vợt trẻ của Châu Âu thành công trước khi chuyển sang chơi chuyên nghiệp.
Trong giai đoạn đầu của sự nghiệp, Panatta đã giành được các danh hiệu chuyên nghiệp cấp cao nhất tại Bournemouth năm 1973, Florence năm 1974, Kitzbühel và Stockholm năm 1975.
Đỉnh cao sự nghiệp của ông đến vào năm 1976, khi ông vô địch Pháp mở rộng sau khi đánh bại Harold Solomon trong trận chung kết với tỷ số sau các séc là 6–1, 6–4, 4–6, 7–6. Ở vòng đầu tiên, ông đã cứu được một match point trước tay vợt người Tiệp Khắc Pavel Hutka. Trong cùng năm đó, ông cũng vô địch Rome Masters, đã cứu được 11 match point trong trận đấu ở vòng đầu tiên với tay vợt người Úc Kim Warwick và đánh bại Guillermo Vilas trong trận chung kết với tỷ số sau các sec là 2–6, 7–6, 6–2, 7–6. Ông đã kết thúc năm 1976 với việc giúp Ý giành được danh hiệu Davis Cup đầu tiên của mình, thắng hai trận đánh đơn và một trận đánh đôi ở chung kết trước đối thủ là đội tuyển Davis Cup Chile. Ông được xếp hạng cao nhất trong sự nghiệp của mình là số 4 thế giới ở nội dung đánh đơn vào năm đó.
Panatta là tay vợt duy nhất đánh bại Björn Borg tại giải Pháp mở rộng. Ông đã đạt được thành tích này hai lần đó là ở vòng 4 năm 1973 (7–6, 2–6, 7–5, 7–6) và ở tứ kết năm 1976 (6–3, 6–3, 2–6, 7 –6). Ông cũng đấu với Borg tại bán kết của giải đấu năm 1975; Borg đã thắng trong giải này sau bốn séc.
Năm 1977, Panatta vô địch giải World Championship Tennis tại Houston, nơi ông đánh bại Jimmy Connors và Vitas Gerulaitis. Ông tiếp nối điều này giành một danh hiệu khác ở Tokyo vào năm 1978.
Panatta không thành công trên những mặt sân nhanh. Trên mặt sân cỏ, ông đã vào đến tứ kết giải quần vợt Wimbledon năm 1979. Ông bị đánh bại ở vòng này bới Pat Du Pré sau 5 séc (3–6, 6–4, 6–7, 6–4, 6–3).
Sau danh hiệu Davis Cup năm 1976, Panatta giúp đội tuyển Davis Cup của Ý vào chung kết 3 lần nữa dó là vào các năm 1977, 1979 và 1980. Đội tuyển của ông lần lượt thua Úc năm 1977, Mỹ năm 1979 và Tiệp Khắc năm 1980. Nhìn tổng thể Panatta có thành tích thắng thua là 64-36 ở Davis Cup (55-17 ở sân đất nện).
Danh hiệu đơn nam cuối cùng của ông đến tại Florence năm 1980. Ông giã từ sự nghiệp vào năm 1983. Sau khi giải nghệ, Panatta là đội trưởng của đội tuyển Davis Cup Ý  và là giám đốc của giải quần vợt Rome Masters. Ông cũng là một tay đua thuyền chuyên nghiệp.

## Chung kết Grand Slam

### Đơn (1 danh hiệu)
| Kết quả | Năm  | Giải đấu    | Mặt sân | Đối thủ        | Tỷ số              |
| ------- | ---- | ----------- | ------- | -------------- | ------------------ |
| Vô địch | 1976 | French Open | Đất nện | Harold Solomon | 6–1, 6–4, 4–6, 7–6 |